# Laja (roślina)

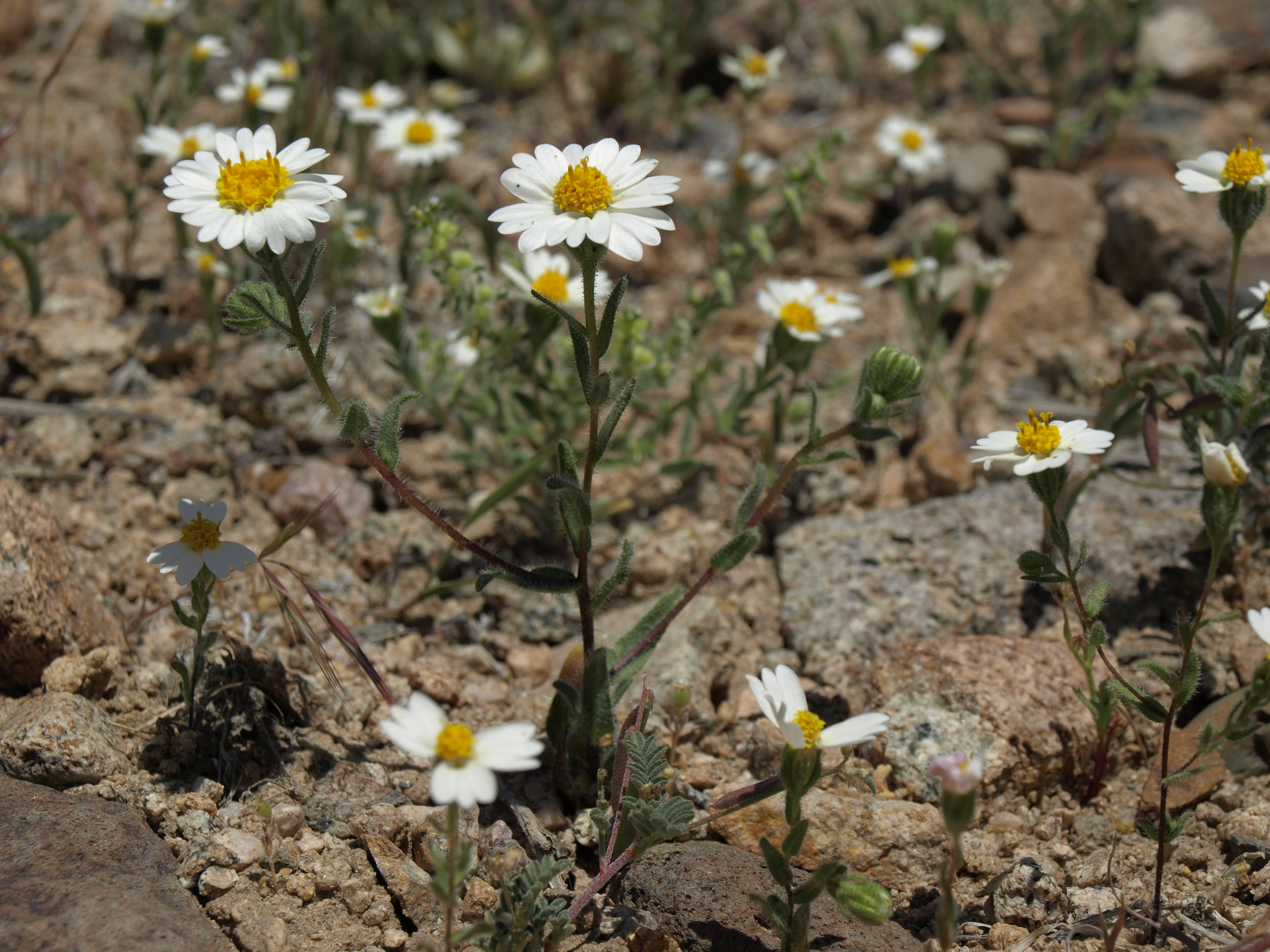
Laja gruczołkowata

Laja (Layia Hook. & Arn. ex DC.) – rodzaj roślin z rodziny astrowatych (Asteraceae). Obejmuje 15 gatunków. Rośliny te rosną w zachodniej części Ameryki Północnej od stanów Waszyngton i Idaho po północno-zachodni Meksyk. Zasiedlają miejsca słoneczne, na glebach suchych, piaszczystych.
Niektóre gatunki uprawiane są jako ozdobne, zwłaszcza laja wytworna L. platyglossa o lekko wonnych, żółtych i biało obrzeżonych kwiatach zebranych w koszyczki.
Nazwa rodzaju upamiętnia przyrodnika – George'a T. Lay'a (ok. 1800–1845), który w ramach wyprawy Fredericka W. Beechey'a badał przyrodę wybrzeży Pacyfiku.

## Morfologia
PokrójRośliny jednoroczne o prosto wzniesionych pędach (rzadziej płożących w przypadku roślin rosnących na wybrzeżu), osiągające od kilku do 60 cm, rzadziej 1,3 m wysokości.
LiściePierwsze (niższe) liście naprzeciwległe, a wyższe skrętoległe. Siedzące, o blaszkach równowąskich do jajowatych, całobrzegich, ząbkowanych lub pierzasto wcinanych, w tym też podwójnie. Liście są nagie lub owłosione z obu stron, czasem sztywno, szczecinkowato.
KwiatyZebrane w koszyczki pojedyncze na szczytach pędów lub tworzące kwiatostany złożone w postaci baldachogron. Okrywy są półkuliste, dzwonkowate, walcowate i eliptyczne o średnicy od 2 do ponad 15 mm. Listków okrywy brak lub jest ich od kilku do 27 i wówczas wyrastają w jednym rzędzie, rzadko dwóch. Zwykle są lancetowate i owłosione, często też ogruczolone. Dno kwiatostanu jest płaskie lub wypukłe, szczecinkowate, z plewinkami. Kwiaty zewnętrzne językowate występują w liczbie od trzech do 27, czasem ich brak zupełnie. Kwiaty te są płodne, żeńskie, barwy żółtej, kremowej, białej, czasem są dwubarwne. Wewnętrzne kwiaty w koszyczku są obupłciowe i płodne, jest ich od kilku do ponad 120. Ich korony są żółte, zakończone są 5 trójkątnymi łatkami. Pylniki są ciemnopurpurowe, brązowe do żółtych.
OwoceNiełupki maczugowate. Powstające z kwiatów brzeżnych są zwykle wygięte, nagie lub z rzadka owłosione, bez puchu kielichowego. Niełupki tworzące się z kwiatów centralnych są zwykle owłosione, u części gatunków mają puch kielichowy w postaci łusek lub pierzastych włosków.

## Systematyka
Pozycja systematyczna
Rodzaj z plemienia Madieae z podrodziny Asteroideae w obrębie rodziny astrowatych Asteraceae. W obrębie plemienia rodzaj jest najbliżej spokrewniony z Lagophylla.
Wykaz gatunków
- Layia carnosa (Nutt.) Torr. & A.Gray
- Layia chrysanthemoides (DC. ex Lindl.) A.Gray
- Layia discoidea D.D.Keck
- Layia erubescens B.G.Baldwin
- Layia fremontii (Torr. & A.Gray) A.Gray
- Layia gaillardioides (Hook. & Arn.) DC.
- Layia glandulosa (Hook.) Hook. & Arn. – laja gruczołkowata
- Layia heterotricha (DC.) Hook. & Arn.
- Layia hieracioides Hook. & Arn.
- Layia jonesii A.Gray
- Layia leucopappa D.D.Keck
- Layia munzii D.D.Keck
- Layia pentachaeta A.Gray
- Layia platyglossa (Fisch. & C.A.Mey.) A.Gray – laja wytworna
- Layia septentrionalis D.D.Keck